# Facha (Antas de Ulla)
Facha (llamada oficialmente San Xiao de Facha) es una parroquia y una aldea española del municipio de Antas de Ulla, en la provincia de Lugo, Galicia.

## Otro nombre
La parroquia también es conocida como San Xulián de Facha.

## Organización territorial
La parroquia está formada por seis entidades de población, constando tres de ellas en el nomenclátor del Instituto Nacional de Estadística español:

### Entidades de población
Entidades de población que forman parte de la parroquia:
- Eirexe (A Eirexe)
- Facha
- Vilasante de Abaixo
- Vilasante de Arriba

### Despoblado
Despoblado que forma parte de la parroquia:
- Regueira (A Regueira)

## Demografía

### Parroquia
| Gráfica de evolución demográfica de Facha (parroquia) entre 2000 y 2019 |
|                                                                         |
| Datos según el nomenclátor publicado por el INE.                        |

### Aldea
| Gráfica de evolución demográfica de Facha (aldea) entre 2000 y 2019 |
|                                                                     |
| Datos según el nomenclátor publicado por el INE.                    |